# Macella sexmaculata
Macella sexmaculata là một loài bướm đêm trong họ Noctuidae.